# Microplitis montanus
Microplitis montanus är en stekelart som beskrevs av Muesebeck 1922. Microplitis montanus ingår i släktet Microplitis och familjen bracksteklar. Inga underarter finns listade i Catalogue of Life.